# أومبرتو بيتوري
أومبرتو بيتوري (بالإيطالية: Umberto Pittori)‏ (4 مايو 1913 – 1965) هو ملاكم إيطالي راحل، مثّل بلاده في الألعاب الأولمبية الصيفية 1936.

## روابط خارجية
أومبرتو بيتوري على موقع بوكس ريك (الإنجليزية) (registration required)
- أومبرتو بيتوري على موقع أوليمبيديا (الإنجليزية)